# Under the Covers
Under the Covers är Ninja Sex Partys fjärde studioalbum släppt den 4 mars 2016. Albumets låtar är endast covers på låtar från 1970 och 1980-talet. 

## Låtlista
| Nr  | Titel                             | Kompositör                                                              | Original artist | Längd |
| --- | --------------------------------- | ----------------------------------------------------------------------- | --------------- | ----- |
| 1.  | Take On Me                        | Text: Magne Furuholmen / Musik: Pål Waaktaar, Furuholmen, Morten Harket | A-ha            | 3:59  |
| 2.  | Everybody Wants to Rule the World | Roland Orzabal, Ian Stanley, Chris Hughes                               | Tears for Fears | 4:14  |
| 3.  | Subdivisions                      | Text: Neil Peart / Musik: Geddy Lee, Alex Lifeson                       | Rush            | 5:28  |
| 4.  | Your Love                         | John Spinks                                                             | The Outfield    | 3:42  |
| 5.  | Misunderstanding                  | Phil Collins                                                            | Genesis         | 3:34  |
| 6.  | Rock with You                     | Rod Temperton                                                           | Michael Jackson | 3:43  |
| 7.  | Madrigal                          | Text: Peart / Musik: Lee, Lifeson                                       | Rush            | 2:35  |
| 8.  | The Burning Down                  | Doug Pinnick, Ty Tabor, Jerry Gaskill                                   | King's X        | 2:24  |
| 9.  | Jump                              | Eddie Van Halen, Alex Van Halen, och David Lee Roth                     | Van Halen       | 3:54  |
| 10. | We Close Our Eyes                 | Danny Elfman                                                            | Oingo Boingo    | 4:37  |
| 11. | The Last Unicorn                  | Jimmy Webb                                                              | America         | 2:48  |
| 12. | Wish You Were Here                | Text: Roger Waters / Musik: Waters, David Gilmour                       | Pink Floyd      | 4:58  |